# Guillaume Beuzelin
Guillaume Beuzelin (ur. 14 kwietnia 1979 w Hawrze) – francuski piłkarz grający na pozycji pomocnika. Ostatnio występował w Olympiakosie Nikozja.
Karierę piłkarską rozpoczął we francuskim klubie Le Havre AC, którego piłkarzem był w latach: 1999-2001. W sezonie 2001/2002 występował w AS Beauvais, aby ponownie powrócić do Hawru w 2002. Od 1 lipca 2004 reprezentował barwy Hibernianu, z którym wywalczył Puchar Ligi Szkockiej w sezonie 2005/06. Następnie grał w Coventry City i w Hamilton Academical, a w 2010 roku trafił do Olympiakosu Nikozja.